# Ardito (destroyer, 1913)
Pour les articles homonymes, voir Ardito.
Le Ardito était un destroyer  (puis, plus tard, un torpilleur) italien, de la classe Indomito, lancé en 1912 pour la Marine royale italienne (en italien : Regia Marina).

## Conception et description
La classe Indomito a été conçue par Luigi Scaglia de la Cantieri Navali Pattison de Naples. Ces navires étaient les premiers grands destroyers de la Regia Marina et les premiers équipés de turbines à vapeur. La classe Indomito a été la première dans la progression des destroyers italiens à être appelée tre pipe ou tre canne pour leurs trois cheminées,.
Les navires mesuraient 72,52 m à la ligne de flottaison (73,00 m hors tout) avec une largeur de 7,3 m et un tirant d'eau de 2,7 m. Ils avaient des arbres jumeaux entraînés par deux turbines à vapeur Tosi, alimentées par quatre chaudières Thornycroft. Le groupe motopropulseur était conçu pour une puissance de 16 000 chevaux-vapeur (12 000 kW) pour déplacer les navires à 30 nœuds (56 km/h), mais avait une puissance maximale de 17 620 chevaux-vapeur d'arbre (13 140 kW) qui propulsait les navires à 35,79 nœuds (66,28 km/h).
Tels qu'ils étaient construits, les navires étaient armés d'un canon de 4,7 pouces (120 mm)/40, de quatre canons de 3 pouces (76 mm)/40 et de deux tubes lance-torpilles de 17,7 pouces (450 mm). En 1914, ils ont été renforcés par deux tubes lance-torpilles supplémentaires. Pendant la Première Guerre mondiale, des rails de guidage permettant de poser jusqu'à dix mines ont été ajoutés aux navires. Des modifications ultérieures apportées pendant la guerre ont permis de remplacer tous les canons par cinq canons de 4 pouces (100 mm)/35 et un seul canon AA de 40 mm (1,6 in)/39. La capacité en carburant a également été augmentée pendant la guerre, passant de 100 tonnes à 128 tonnes afin d'accroître l'endurance, mais l'augmentation du poids a eu l'effet inverse : elle a ralenti les navires et réduit leur endurance.

## Construction et mise en service
Le Ardito est construit par le chantier naval Cantiere navale fratelli Orlando à Livourne en Italie et mis sur cale en 1912. Il est lancé le 20 octobre 1912. Il est achevé et mis en service en 1913. Il est commissionné le même jour dans la Regia Marina.

## Histoire de service
Lorsque l'Italie entre dans la Première Guerre mondiale, le Ardito fait partie, avec les destroyers Audace, Animoso, Ardente et Francesco Nullo, du 1er escadron de destroyers, basé à Brindisi. L'unité est commandée par le capitaine de corvette (capitano di corvetta) Caccia.
Le jour même de la déclaration de guerre, le 24 mai 1915, le Ardito, le Animoso et le Audace effectuent une mission anti-sous-marine dans le golfe de Drin puis au large de Kotor.
Le 9 juin 1915, l'unité escorte, avec les destroyers Indomito, Intrepido, Impetuoso, Irrequieto, Insidioso, Animoso, Ardente, Audace et le croiseur éclaireur Quarto, les croiseurs blindés Giuseppe Garibaldi et Vettor Pisani, participant au bombardement des phares de Capo Rodoni et San Giovanni di Medua.
Le 11 juillet, le Ardito, le Ardente, le Animoso et le Audace escortent le croiseur éclaireur Quarto et débarquent l'avant-garde des troupes destinées à débarquer et à occuper l'île de Palagruža, une opération à laquelle participe également le croiseur auxiliaire Città di Palermo, le croiseur éclaireur Marsala, le destroyer Strale et les torpilleurs Clio, Cassiopea, Calliope, Airone, Astore et Arpia participent à l'opération, qui se déroule sans encombre (la seule garnison de l'île est constituée de deux signaleurs, qui se cachent puis se rendent).
Le 17 juillet à 4 heures du matin, le navire, avec les croiseurs blindés Garibaldi, Varese et Vettor Pisani, les destroyers Ardente et Strale et les torpilleurs Airone, Astore, Arpia, Alcione, Clio, Calliope, Centauro et Cigno, participe au bombardement de la voie ferrée Dubrovnik-Kotor. La mission est interrompue après que le Vettor Pisani ait aperçu un sous-marin (U-boot) ennemi à 4h25. A 4h40, alors qu'il retourne à Brindisi, la formation est également attaquée par le sous-marin austro-hongrois U-4 qui torpille et coule le Garibaldi.
Le 17 août de la même année, vers 10 heures, le Ardito, qui croise, avec le croiseur éclaireur Quarto et les destroyers Impavido, Intrepido et Animoso, au nord de la jonction Brindisi-Kotor, atteint - avec les autres unités - Palagruža, qui quelques heures auparavant est fortement bombardée par une formation navale austro-hongroise K.u.k. Kriegsmarine.
Dans la nuit du 11 au 12 décembre 1915, le Ardito et un autre destroyer, le Simone Schiaffino, escortent de Brindisi à Durrës les vapeurs Epiro et Molfetta avec des fournitures pour les troupes serbes, supervisent le déchargement des matériaux et les ensuite escortent sur le chemin du retour vers Brindisi.
Le 23 février 1916, le Ardito, les navires-jumeaux Indomito et Impetuoso, le croiseur éclaireur Libia et le vieux torpilleur Puglia sont déployés dans le port de Durrës pour protéger l'évacuation de la brigade "Savona".
Dès le lendemain, l'unité, ainsi que les destroyers Irrequieto et Bersagliere et les croiseurs auxiliaires Città di Siracusa et Città di Catania, commencent à bombarder les troupes austro-hongroises en marche, qui sont sur le point d'occuper Durrës. Dans les mêmes jours, il bombarde également les positions d'artillerie ennemies à Sasso Bianco, également près de Durrës.
Le 31 mai 1916, le Ardito et le croiseur auxiliaire Città di Siracusa, alors qu'ils inspectent le barrage du canal d'Otrante, attaquent et forcent à battre en retraite (avec le destroyer Aquilone et le torpilleur Centauro, partis de Brindisi) les destroyers austro-hongrois SMS Orjen et SMS Balaton, qui ont attaqué le barrage et coulé le "dériveur". Beneficent.
Le 2 août de la même année, le Ardito apporte son soutien, avec les destroyers français Commandant Rivière, Bisson et Commandant Bory , à un raid effectué par la vedette-torpilleur (Motoscafo Armato Silurante) MAS 6 appuyé par les torpilleurs 33 PN et 37 PN: le torpilleur pénètre dans le port de Durrës et lance une torpille, mais celle-ci ne touché aucun navire (de l'intérieur du MAS, on pense qu'elle a touché un vapeur, mais les sources austro-hongroises ne font état d'aucun naufrage ou dommage).
Le 11 mai 1917, le navire, sous les ordres du commandant Gottardi, appareille de Venise avec les destroyers Audace, Ardente, Animoso et Abba, pour intercepter un groupe de torpilleurs austro-hongrois (le destroyer SMS Csikós et les torpilleurs 78 T, 93 T e 96 T) qui est aperçu à 15h30, à une distance d'environ 10 000 mètres. Cependant, comme les deux formations sont entre-temps arrivées non loin de Pula, une importante base navale austro-hongroise, les unités italiennes font demi-tour et retournent à Venise.
Le 29 septembre 1917, le navire sort en mer avec le Ardente et le Audace et une deuxième formation (le croiseur éclaireur Sparviero, les destroyers Abba, Acerbi, Stocco et Orsini) pour soutenir un bombardement effectué par 10 avions contre Pula. La formation italienne a ensuite un bref affrontement dans la soirée avec une formation austro-hongroise (destroyers SMS Turul, SMS Velebit, SMS Huszár et SMS Streiter et 4 torpilleurs), sans obtenir de résultats significatifs.
Le 28 novembre, le Animoso, le Ardente, le Ardito, le Abba, le Audace, le Orsini, le Acerbi, le Sirtori et le Stocco, ainsi que les croiseurs éclaireurs Aquila et Sparviero, quittent Venise et, avec quelques hydravions de reconnaissance, poursuivent une formation autrichienne, composée des destroyers SMS Dukla, SMS Streiter et SMS Huszar et de quatre torpilleurs, qui a bombardé le chemin de fer près de l'embouchure de la rivière Metauro. Les navires italiens doivent abandonner la poursuite lorsqu'ils atteignent le cap Kamenjak, trop proche de Pula.
Le 10 mai 1918, le navire est envoyé à Porto Viro avec le Aquila, le Acerbi, le Sirtori, le Stocco et le Ardente pour fournir un soutien éventuel au raid de MAS qui sera plus tard connu sous le nom de camouflet de Bakar (en italien: beffa di Buccari).
Le 4 novembre 1918, à 15h30, le Ardito, parti de Venise, accoste à Rovinj, prenant possession de la ville au nom de l'Italie[.
Après la guerre, le Ardito subit des modifications, à la fin desquelles son armement se compose de cinq canons de 102 mm, d'un canon de 40 mm et de quatre tubes lance-torpilles de 450 mm.
En 1929, le navire est déclassé en torpilleur.
Radié en 1931, il est envoyé à la démolition.

## Sources
- (it) Cet article est partiellement ou en totalité issu de l’article de Wikipédia en italien intitulé « Ardito (cacciatorpediniere 1913) » (voir la liste des auteurs).